# Gastroenterite
La gastroenterite è una malattia caratterizzata da un'infiammazione del tratto gastrointestinale che coinvolge sia lo stomaco che l'intestino tenue. Si parla di gastroenterocolite quando viene coinvolto anche l'intestino crasso. La malattia porta a diarrea, vomito e crampi addominali.
Nei bambini, la maggior parte dei casi è dovuta a infezione da Rotavirus, mentre negli adulti il virus di Norwalk e il Campylobacter sono le cause più comuni. Meno frequenti sono le gastroenteriti causate da altri batteri e dalle tossine da loro prodotte e quelle promosse da parassiti. La trasmissione può verificarsi a causa di cibi preparati in modo improprio, acqua contaminata e tramite contatto diretto con coloro che sono infetti. È più frequente soprattutto nei bambini e negli abitanti dei paesi in via di sviluppo.
Fondamentale nella gestione della malattia è l'adeguata idratazione. Per i casi lievi o moderati in genere questa può essere garantita tramite assunzione di soluzioni di reidratazione orale. Per i casi più gravi può rendersi necessaria la somministrazione di fluidi per via endovenosa.

## Epidemiologia e storia
Nessun dato
     ≤ 500
     500–1000
     1000–1500
     1500–2000
     2000–2500
     2500–3000
     3000–3500
     3500–4000
     4000–4500
     4500–5000
     5000–6000
     ≥6000

Disability-adjusted life year per diarrea ogni 100000 abitanti, nel 2004. (Dati OMS)
Nessun dato
≤ 500
500–1000
1000–1500
1500–2000
2000–2500
2500–3000
3000–3500
3500–4000
4000–4500
4500–5000
5000–6000
≥6000

Sebbene il primo utilizzo del termine "gastroenterite" risalga al 1825, la malattia è conosciuta sin dall'antichità; tuttavia, solo nel XX secolo sono stati identificati i primi fattori eziologici. Globalmente si stima che si verifichino da tre a cinque miliardi di casi di gastroenterite ogni anno, che colpiscono soprattutto bambini e popolazioni di paesi in via di sviluppo. Questo si traduce in circa 1,8 milioni di decessi di bambini l'anno, nella maggior parte dei casi residenti nelle nazioni più povere del mondo. Circa mezzo milione di casi nei pazienti al di sotto dei 5 anni di età sono dovuti a infezione da Rotavirus. I bambini che vivono nei paesi in via di sviluppo e con un'età inferiore a due anni, spesso arrivano a contrarre sei o più infezioni ogni anno. Ciò si verifica meno comunemente negli adulti per via del maggiore sviluppo del sistema immunitario.
Nel 1980 la gastroenterite ha causato 4,6 milioni di decessi tra i bambini, di cui la maggior parte viveva nei paesi in via di sviluppo. I tassi di mortalità sono scesi notevolmente a circa 1,5 milioni di decessi all'anno registrati nel 2000, in gran parte ciò è dovuto all'introduzione del trattamento basato sulla reidratazione orale. Nel Regno Unito la gastroenterite rappresentava nel 1909 il 9% delle cause di morte infantile nel paese; nel 2009 la percentuale è scesa allo 0,8%.
Negli Stati Uniti è la seconda infezione più frequente dopo il raffreddore comune, causa 200-375 milioni di casi di diarrea acuta ogni anno portando a decine di migliaia di decessi, tra i quali si stima che 150-300 riguardino bambini di meno di cinque anni di età.

## Eziologia

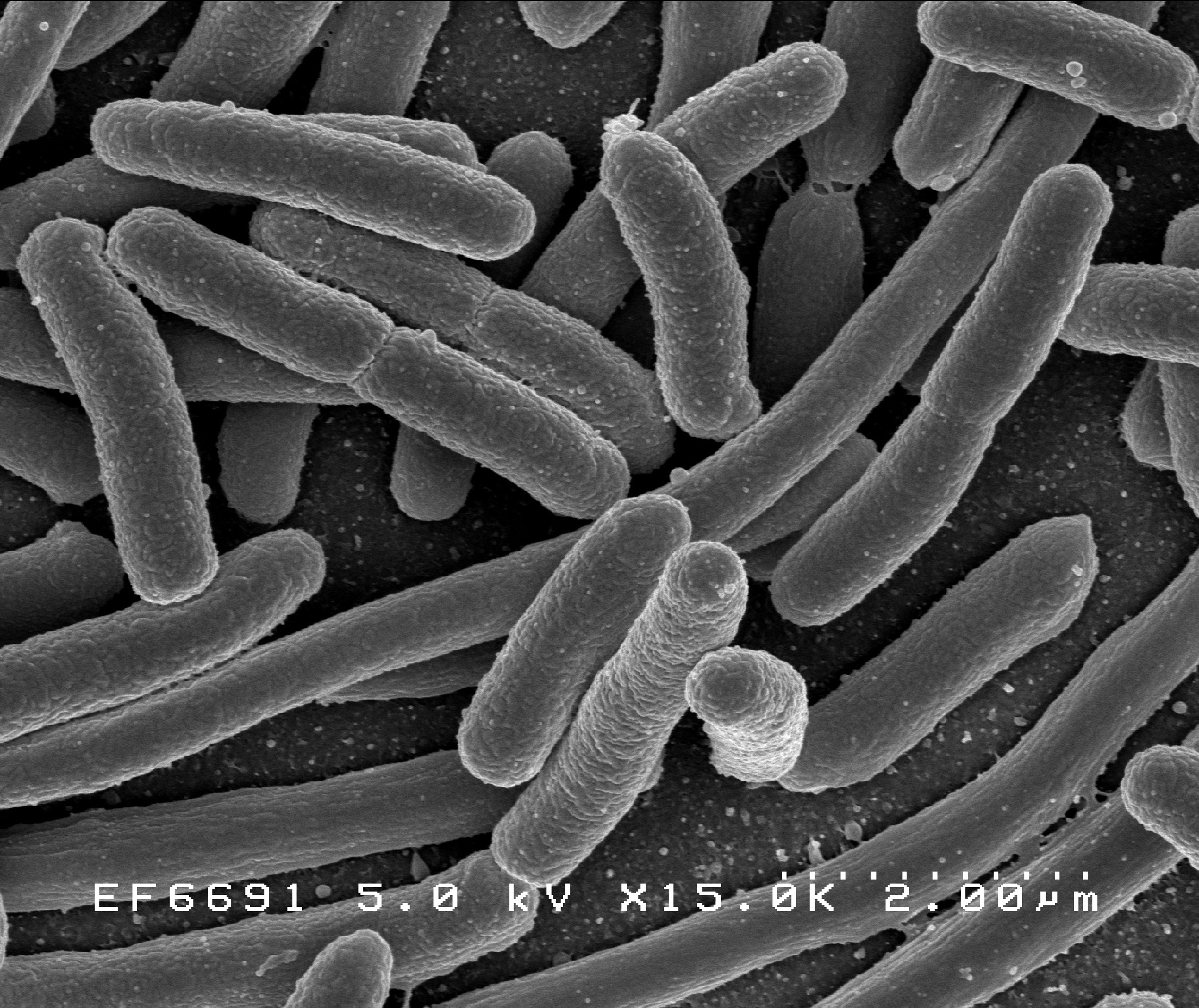
Una colonia di Escherichia coli

Le cause principali di gastroenterite sono le infezioni da Rotavirus, da Escherichia coli e da Campylobacter. Tuttavia vi sono molti altri agenti infettivi che possono causare questa sindrome.

### Virus
I virus che causano la gastroenterite sono: rotavirus, virus di Norwalk, adenovirus e astrovirus. Il rotavirus è la causa più comune di gastroenterite nei bambini, sia nel mondo sviluppato, sia in quello in via di sviluppo ed è responsabile di circa il 70% dei casi di malattia infettiva per questa fascia di età. Il Rotavirus è una causa meno comune negli adulti a causa dell'immunità acquisita.
Il norovirus è la causa principale di gastroenterite tra gli adulti degli Stati Uniti e si ritiene possa essere responsabile del 90% dei focolai. Questi focolai si verificano in genere quando gruppi di persone trascorrono molto tempo insieme, ad esempio sulle navi da crociera, negli ospedali e nei ristoranti. I pazienti possono rimanere contagiosi anche dopo la risoluzione della diarrea. Il norovirus è responsabile di circa il 10% dei casi nei bambini.

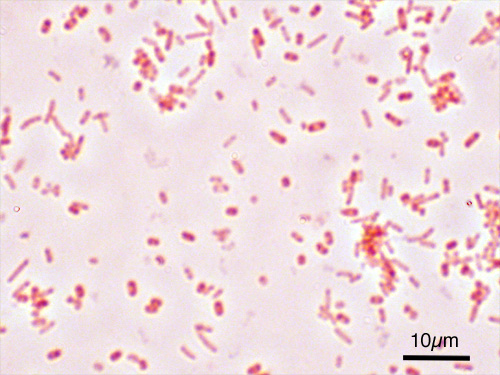
Salmonella enterica di sierotipo Typhimurium (ATCC 14028), vista con un ingrandimento di 1000 volte al microscopio e con la colorazione di Gram.

### Batteri
Nel mondo sviluppato il Campylobacter jejuni è la causa principale di gastroenterite batterica e la metà di questi casi è associata al consumo di pollame. Nei bambini, i batteri sono la causa di circa il 15% dei casi. I tipi più comuni sono: Salmonella, Shigella, Escherichia coli e Campylobacter. Se il cibo diventa contaminato da batteri e rimane a temperatura ambiente per un periodo di alcune ore, i batteri possono moltiplicarsi e aumentare il rischio di infezione. Il C. difficile è una causa frequente di diarrea, soprattutto negli anziani. I bambini possono essere portatori asintomatici di questi batteri senza presentare alcuna manifestazione clinica.
L'assunzione di farmaci antiacidi sembra aumentare il rischio di infezioni da parte di un certo numero di organismi tra cui: il C. difficile, la Salmonella e il Campylobacter. Il rischio risulta maggiore con gli inibitori della pompa protonica e con gli antagonisti dei recettori H2.

### Parassiti
Numerosi protozoi possono causare gastroenterite: i più comuni sono il Giardia lamblia, ma anche il Cryptosporidium e l'Entamoeba histolytica. Si ritiene che essi siano responsabili di circa il 10% dei casi pediatrici. La Giardia è causa più frequente nei paesi in via di sviluppo, ma è comunque presente in una certa misura quasi ovunque. Si riscontra più comunemente nelle persone che hanno viaggiato in aree ad elevata prevalenza, nei bambini che frequentano asili, nelle coppie che hanno rapporti anali oppure ano-orali ed in zone colpite da calamità.

### Trasmissione
La trasmissione può avvenire attraverso l'acqua contaminata o tramite la condivisione di oggetti personali. In luoghi con stagioni umide e secche, la qualità dell'acqua peggiora in genere durante la stagione umida e questo di solito genera delle epidemie. L'allattamento con il biberon con bottiglie impropriamente sterilizzate è una causa frequente a livello mondiale. La trasmissione può anche essere correlata a una scarsa igiene, soprattutto tra i bambini, e aumenta nei pazienti con una preesistente malnutrizione. Gli adulti, dopo aver sviluppato tolleranza, possono diventare portatori asintomatici di alcuni organismi e quindi fungere da serbatoi naturali. Mentre alcuni agenti eziologici (come la Shigella) sono in grado di colpire solo in primati, altri possono infettare molte specie animali (come la Giardia).

### Cause non infettive
Ci sono un certo numero di cause non infettive per l'infiammazione del tratto gastrointestinale. Alcune delle più comuni comprendono l'assunzione di farmaci (come i FANS), di alcuni alimenti come il lattosio (per coloro che sono intolleranti) e di glutine (in quelli affetti da malattia celiaca). Può anche verificarsi una infiammazione secondaria dovuta a tossine. Alcune condizioni legate al consumo cibo e associate a nausea, vomito e diarrea sono: avvelenamento da ciguatera dovuto al consumo di pesce contaminato da ciguatossina, avvelenamento da tetrodotossina dovuto al consumo di pesce palla e il botulismo causato da cibo impropriamente conservato. La malattia di Crohn è inoltre una causa non infettiva spesso grave di gastroenterite, mentre, tra le cause rare, è annoverata la cosiddetta gastroenterite eosinofila.

## Fisiopatologia

Apparato digerente inferiore. Si notano l'intestino tenue e il crasso, sedi delle infezioni che causano gastroenterite.

La gastroenterite è definita come vomito o diarrea causate da un'infezione dell'intestino tenue o del crasso. La patologia nell'intestino tenue non è generalmente infiammatoria, mentre quella del crasso lo è. Il sierotipo degli agenti patogeni responsabili dell'infezione è estremamente variabile, da un minimo di uno per il cryptosporidium a ben 108 per il colera.

## Clinica

### Segni e sintomi
La gastroenterite, generalmente, comporta diarrea, vomito e crampi addominali. Questi sintomi solitamente iniziano 12-72 ore dopo aver contratto l'infezione e, se la causa è un agente virale, durano meno di una settimana. Alcune infezioni virali possono causare anche febbre, stanchezza, mal di testa e dolori muscolari. Se le feci presentano tracce di sangue, la causa è più probabilmente batterica. Alcune infezioni batteriche possono essere associate con forti dolori addominali e, se non trattate, arrivano a durare anche alcune settimane.
I bambini con infezione da rotavirus, solitamente, recuperano in pochi giorni. La disidratazione è una conseguenza comune della diarrea e, nei paesi in via di sviluppo, in cui sono comuni le infezioni ripetute, la gastroenterite può portare al verificarsi di casi di malnutrizione. e ritardo nello sviluppo.
Nell'1% delle infezione da Campylobacter si verifica anche la sindrome di Reiter, mentre la sindrome di Guillain-Barré, più comune nei bambini, si presenta nello 0,1% dei pazienti colpiti, La sindrome emolitica uremica può verificarsi a causa della tossina di Shiga prodotta dai batteri Shigella o Escherichia coli, ed è causa di una riduzione del numero di piastrine (piastrinopenia), del numero di globuli rossi per cause emolitiche (anemia emolitica) e di scarsa funzionalità renale. Alcune infezioni virali possono condurre a episodi di convulsioni infantili di tipo benigno.

### Esami di laboratorio e strumentali
La gastroenterite viene solitamente diagnosticata sulla base delle manifestazioni cliniche. Determinare l'esatta causa non è di solito necessario, dato che non ne modifica la gestione. Poiché una bassa glicemia può verificarsi in circa il 10% dei bambini, la sua misurazione viene raccomandata. Test diagnostici possono essere fatti per valutare il decorso della malattia. Quando vi è una grave disidratazione devono essere tenuti sotto controllo il livello degli elettroliti e, tramite monitoraggio della creatinina sierica, la funzionalità renale. Esami delle feci devono essere eseguiti nei soggetti che presentano melena o ematochezia, per la possibilità che siano stati esposti a intossicazione alimentare, e in coloro che hanno recentemente viaggiato in paesi in via di sviluppo.

### Diagnosi differenziale
Come altre potenziali cause di queste manifestazioni cliniche si devono considerare: appendicite, volvolo, malattie infiammatorie croniche intestinali, tra le quali soprattutto la malattia di Crohn, infezioni del tratto urinario e diabete mellito. Inoltre vanno esclusi l'insufficienza pancreatica, la sindrome dell'intestino corto, la malattia di Whipple, la celiachia e l'abuso di lassativi. La diagnosi differenziale può complicarsi se il soggetto presenta solo uno tra vomito o diarrea invece che entrambi.
Le appendiciti si possono presentare, fino al 33% dei casi, con vomito, dolore addominale e una piccola quantità di feci acquose, in contrasto con la grande quantità di diarrea tipica dei casi di gastroenterite. Le infezioni dei polmoni o del tratto urinario nei bambini possono causare vomito o diarrea, mentre la chetoacidosi diabetica si presenta con dolori addominali, nausea e vomito, ma senza diarrea. Uno studio ha dimostrato che nel 17% dei bambini con chetoacidosi diabetica la diagnosi iniziale è stata di gastroenterite.

## Trattamento
Solitamente la gastroenterite è una malattia acuta e autolimitante che non necessita di una terapia farmacologica. Il trattamento di riferimento nei pazienti che presentano lieve o moderata disidratazione è la terapia di reidratazione orale (ORT). L'assunzione di metoclopramide e ondansetron tuttavia può risultare utile in alcuni bambini, mentre il buscopan è invece utile nel trattamento del dolore addominale.

### Reidratazione
Il trattamento primario della gastroenterite nei bambini e negli adulti è la reidratazione. Questa viene preferibilmente ottenuta con la terapia di reidratazione orale, anche se la somministrazione endovenosa può essere richiesta se vi è un livello di coscienza ridotto o se la carenza idrica è grave. Le bevande zuccherate e i succhi di frutta non sono consigliati nei bambini sotto i 5 anni di età in quanto possono peggiorare la diarrea. L'acqua naturale può essere utilizzata per la terapia di reidratazione se i prodotti specifici non sono disponibili o non risultano appetibili. Un sondino nasogastrico può essere usato nei bambini per somministrare fluidi.

### Alimentazione
Si raccomanda che i bambini allattati al seno continuino questo tipo di alimentazione e che i neonati nutriti con latte artificiale riprendano la somministrazione dopo la reidratazione. Latte artificiale senza o con bassi livelli di lattosio è solitamente necessario. I bambini dovrebbero continuare la loro dieta abituale durante gli episodi di diarrea, con l'eccezione di cibi ricchi di zuccheri semplici. La dieta BRAT (banane, riso, succo di mela, pane tostato e tè) non viene più raccomandata, in quanto contiene sostanze nutritive insufficienti. Alcuni probiotici si sono dimostrati utili nel ridurre sia la durata della malattia, sia la frequenza di scarica delle feci. In particolare, è stato dimostrato che tra tutti i lattobacilli, il Lactobacillus rhamnosus LR04 è tra i più efficaci nell’inibire la crescita dei principali ceppi diarrogeni di Escherichia coli. Prodotti lattiero-caseari fermentati, come lo yogurt, possono essere utili. L'assunzione di dosi supplementari di zinco sembra essere efficace nel trattamento e nella prevenzione della diarrea tra i bambini residenti nei paesi in via di sviluppo.

### Assunzione di antiemetici
Farmaci antiemetici possono essere utili per il trattamento del vomito nei bambini. L'ondansetron è utile in quanto diminuisce la necessità di somministrare liquidi per via endovenosa e di ricovero in ospedale, grazie alla riduzione degli episodi di vomito. L'ondansetron può essere somministrato anche per via orale. Anche il metoclopramide può risultare utile.

### Terapia antibiotica

Struttura di una molecola di azitromicina.

Gli antibiotici non sono solitamente usati per il trattamento della gastroenterite, anche se a volte vengono prescritti qualora i sintomi appaiano gravi o se viene sospettata o identificata una causa batterica. Se la terapia antibiotica viene decisa, un macrolide, come l'azitromicina, viene preferito rispetto ai fluorochinoloni, a causa dei tassi più elevati di resistenza a quest'ultimo. La colite pseudomembranosa, spesso legata all'uso di antibiotici, viene gestita interrompendo il trattamento antibiotico in corso e sostituendolo con la somministrazione di metronidazolo o vancomicina.
I batteri e i protozoi suscettibili al trattamento sono: la Shigella, la Salmonella e le specie di Giardia. Per questi ultimi e per l'Entamoeba histolytica è raccomandato il trattamento con tinidazolo al posto del metronidazolo. L'Organizzazione Mondiale della Sanità (OMS) consiglia l'uso di antibiotici nei bambini piccoli che presentino sia diarrea sanguinolenta, sia febbre.

### Agenti antimotilità
Farmaci antimotilità presentano un rischio teorico di causare complicazioni e, sebbene l'esperienza clinica abbia dimostrato che ciò è improbabile, il loro uso è scoraggiato nei pazienti con diarrea ematica o senza febbre. Il loperamide, un analogo oppioide, è comunemente usato per il trattamento sintomatico della diarrea. Il loperamide, tuttavia, non è raccomandato nei bambini in quanto in grado di attraversare la barriera emato-encefalica e causare tossicità. Il subsalicilato di bismuto, un complesso di bismuto insolubile trivalente e salicilato, può essere utilizzato nei casi lievi-moderati, sebbene sia teoricamente possibile una tossicità da salicilato.

## Prevenzione

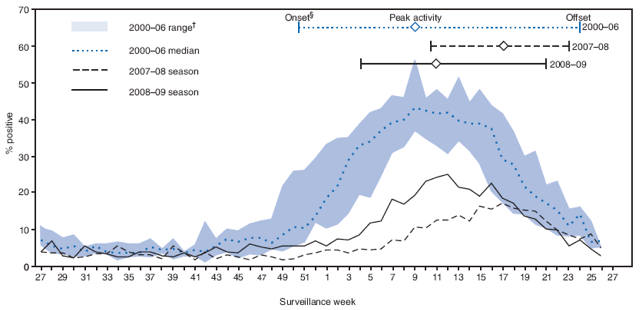
Percentuale di test per il rotavirus con risultati positivi, per settimana di sorveglianza, Stati Uniti, luglio 2000 - giugno 2009. (Fonte: CDC).

### Stile di vita
Una fornitura di acqua incontaminata facilmente accessibile e l'uso di buone pratiche igieniche sono fondamentali per la riduzione dei tassi di infezione e degli episodi di gastroenterite clinicamente significativi. Misure personali (come ad esempio lavarsi le mani) si sono dimostrate utili nel ridurre fino al 30% i tassi di incidenza e prevalenza di gastroenterite, sia nei paesi in via di sviluppo, sia nel mondo sviluppato. L'utilizzo di soluzioni alcoliche, come detergenti, può risultare molto efficace. L'allattamento al seno è importante, soprattutto negli ambienti con scarsa igiene. Il latte materno riduce sia la frequenza delle infezioni, sia la loro durata. È fondamentale evitare di venire a contatto con cibi o bevande contaminati.

### Vaccinazione
Per via della sua efficacia e sicurezza, dal 2009 l'Organizzazione Mondiale della Sanità raccomanda che il vaccino contro il Rotavirus possa essere offerto a tutti i bambini del mondo. Esistono due vaccini commerciali contro il Rotavirus e molti altri sono in fase di sviluppo. In Africa e in Asia questi vaccini hanno ridotto l'incidenza della malattia tra i pazienti pediatrici e nei paesi che lo hanno inserito nei programmi nazionali di immunizzazione si è visto un calo dei tassi e della numerosità dei casi gravi di malattia. Questo vaccino può anche prevenire la malattia nei bambini non vaccinati riducendo il numero di soggetti suscettibili in circolazione, fornendo la cosiddetta immunità di branco.
A partire dal 2000, l'attuazione di un programma di vaccinazione contro il rotavirus negli Stati Uniti ha ridotto il numero di casi di diarrea dell'80%. La prima dose di vaccino deve essere somministrata ai bambini tra le 6 e le 15 settimane di vita. Il vaccino per via orale contro il colera si è dimostrato essere efficace nel 50-60% dei casi nell'arco di 2 anni.
Sono in sviluppo, al 2012, un certo numero di vaccini contro i fattori causali della gastroenterite, tra i quali quelli contro la Shigella e l'Escherichia coli, due dei principali agenti eziologici batterici della malattia a livello mondiale.

## Negli altri animali
La gastroenterite nei cani e nei gatti è causata da molti degli agenti che colpiscono gli esseri umani. Gli organismi più comuni sono: Campylobacter, C. difficile, C. perfringens e Salmonella, mentre un gran numero di piante tossiche possono causarne i sintomi. Alcuni agenti sono più specifici per certe specie. Ad esempio la gastroenterite trasmissibile da Coronavirus (TGEV) si verifica nei suini con conseguente vomito, diarrea e disidratazione. Si crede possa essere stata trasmessa ai suini da uccelli selvatici e non esiste un trattamento specifico. Essa non è trasmissibile agli esseri umani. Altri esempi sono la gastroenterite emorragica del cane e la gastroenterite felina, anche chiamata tifo del gatto.